# NECグリーンロケッツ東葛
NECグリーンロケッツ東葛（NECグリーンロケッツとうかつ、英: NEC Green Rockets Tokatsu）は、千葉県我孫子市、柏市、松戸市、流山市、野田市、鎌ケ谷市、白井市、印西市をホストエリアとしてジャパンラグビーリーグワンに所属しているラグビーチームである。2021年5月までのチーム名は「NECグリーンロケッツ」。

## 概要・歴史
1985年に創部し関東社会人4部リーグからスタート。1987年度の関東2部リーグ優勝、さらに全国社会人大会初出場でいきなり8強進出を果たした。
その後は東日本社会人リーグで着実にレベルアップを果たす。2002年度は東日本社会人リーグ7位の低迷から巻き返して、全国社会人大会ベスト4を経て日本選手権で優勝し、初タイトルを獲得。この年の東日本社会人リーグの7位は、全国社会人大会に出場出来るギリギリの順位であり、同様に全国社会人大会のベスト4も日本選手権に出場できるギリギリの成績であった。そのような状況からの日本一に、マスコミから「ミラクル7」と呼ばれた。
2003年度に開幕したジャパンラグビートップリーグでは、初年度は6位で終わるも、上位8チームによるトーナメント戦のマイクロソフトカップでトップリーグ1位の神戸製鋼コベルコスティーラーズを破り、初代カップチャンピオンに輝く。
また2004年度は、日本選手権でトヨタ自動車ヴェルブリッツとの大接戦を制し2年ぶりに日本一のタイトルを奪還した。2005年度の日本選手権でも東芝府中ブレイブルーパスと優勝を分け合い、日本選手権連覇を達成した。2006年度以降、トップリーグでの成績は徐々に下降線を辿ったが、トップリーグ終了後の日本選手権には2008年度から4季連続で出場した。2011年度はトップリーグのリーグ戦で4位に入り、初めてプレーオフトーナメントに進出したが、セミファイナルでサントリーに大敗し3位でシーズンを終えた。2014年度の日本選手権では大学王者の帝京大学に25-31で敗れた。
2020年12月、千葉県我孫子市及び柏市と連携協定を締結。
2021年6月、新リーグ発足に向けて、千葉県東葛エリアをホームタウンとし、チーム名を「NECグリーンロケッツ東葛」に変更。7月、松戸市及び野田市と連携協定を締結。同年7月16日、新リーグジャパンラグビーリーグワンの1部リーグに振り分けされることになった。9月、流山市と連携協定を締結。11月、鎌ケ谷市と連携協定を締結。12月、白井市及び印西市と連携協定を締結。
リーグワン2022-23において、DIVISION1リーグ戦は12チーム中11位。2023年5月、DIVISION2の三重ホンダヒートとの入替戦で敗れ、次期DIVISION2への降格が決まった。
2024-25シーズンでキャプテンに就任したSHニック・フィップスが、第4節（2025年1月18日）の試合で右ひざを負傷。手術のため帰国しシーズン内の復帰が不可能になった。第5節以降はCTBマリティノ・ ネマニがキャプテンを務める。
2025年8月20日、日本電気（NEC）はジャパンラグビーリーグワン2025-26シーズン終了後のリーグワン退会を前提に、NECグリーンロケッツ東葛の譲渡に向けた検討開始を発表した。NECの前年度決算では、3000億円以上の営業利益をあげ、業績は好調だった。日本経済新聞の取材に対し、NECの広報担当は、チーム内の半分以上がプロ選手であることを明かし、「リーグのプロ化が進み、チームが目指す社員の一体感醸成、士気向上と方向性が乖離してきた」と説明したという。日刊スポーツの報道によると、リーグワンの東海林一専務理事は、約1年前にNECから相談があり、「コスト削減での保有」「譲渡」「退会」などの選択肢で意見交換をしてきたという。「譲渡」の場合、日本で法人格を持ち、ホストスタジアムの要件などを満たせば、ホストタウンが変更となっても、同じディビジョンで続けられる。「退会」の場合、2025年12月の開幕前までに申請し、理事会の承認を得る。

## チームスローガン
- 2021-22シーズン：「Reaching For The Stars」 - 目の前の全ての挑戦をアタックし続けることで、星（目標）を掴み取るという意味[24]。
- 2022-23シーズン：「WIN THE RACE」- ブレイクダウンやリロードなど、試合中の細かいプレーひとつひとつ、すべてのレースに勝つ、という思いを込めた[25]。
- 2023-24シーズン：「We were born to play this game. THIS IS OUR TIME.」 - 1試合1試合「この試合をする為に生まれてきた」という強い意志を持ち戦うという思いを込めた[26]。
- 2024-25シーズン：「PLAY WITH PRIDE,FLY TO GLORY」- 誇り高くプレーし、栄光に向かって翔べ、という意味[27]。

## タイトル
全国大会
- 日本選手権　優勝：3回（2002, 2004, 2005[注 2]）
- 国体　優勝：1回（1998）

最上位リーグ
なし
トップリーグ・カップ戦
- マイクロソフトカップ[注 3]　優勝：1回（2003）

## スタジアム・練習場
- ホームスタジアムは柏の葉公園総合競技場である。
- 練習場はNEC我孫子事業場に隣接するNEC我孫子グラウンドである。

## 成績

### 全国社会人大会戦績
| 回 | 年度 | 地区   | 成績      | 試 | 勝 | 分 | 敗 | 得  | 失  | 差  | 備考                                                  |
| -- | ---- | ------ | --------- | -- | -- | -- | -- | --- | --- | --- | ----------------------------------------------------- |
| 40 | 1987 | 関東   | ベスト8   | 2  | 0  | 1  | 1  | 18  | 49  | -31 | NECのチーム名で出場 1回戦は引分（抽選で上位進出）     |
| 41 | 1988 | 東日本 | ベスト8   | 2  | 1  | 0  | 1  | 29  | 40  | -11 |                                                       |
| 43 | 1990 | 東日本 | 1回戦敗退 | 1  | 0  | 0  | 1  | 16  | 21  | -5  | 日本電気にチーム名変更                                |
| 44 | 1991 | 東日本 | 1回戦敗退 | 1  | 0  | 0  | 1  | 10  | 46  | -36 |                                                       |
| 45 | 1992 | 東日本 | 1回戦敗退 | 1  | 0  | 0  | 1  | 0   | 72  | -72 |                                                       |
| 46 | 1993 | 東日本 | ベスト8   | 2  | 1  | 0  | 1  | 38  | 56  | -18 | NECにチーム名変更                                     |
| 47 | 1994 | 東日本 | ベスト8   | 2  | 1  | 0  | 1  | 35  | 36  | -1  |                                                       |
| 49 | 1996 | 東日本 | ベスト8   | 4  | 2  | 0  | 2  | 168 | 157 | 11  |                                                       |
| 50 | 1997 | 東日本 | ベスト8   | 4  | 2  | 0  | 2  | 110 | 100 | 10  |                                                       |
| 51 | 1998 | 東日本 | ベスト8   | 4  | 2  | 0  | 2  | 201 | 79  | 122 |                                                       |
| 52 | 1999 | 東日本 | ベスト4   | 5  | 4  | 0  | 1  | 177 | 125 | 52  | 日本選手権に出場                                      |
| 53 | 2000 | 東日本 | ベスト4   | 3  | 2  | 0  | 1  | 122 | 74  | 48  | 日本選手権に出場                                      |
| 54 | 2001 | 東日本 | ベスト8   | 2  | 1  | 0  | 1  | 121 | 27  | 94  |                                                       |
| 55 | 2002 | 東日本 | ベスト4   | 5  | 3  | 1  | 1  | 131 | 87  | 44  | 準々決勝は引分（トライ数で上位進出） 日本選手権に出場 |

### リーグ戦戦績

#### トップリーグ創設以前
| 年度 | 所属リーグ             | Div. | 順位 | 試合 | 勝利 | 引分 | 敗戦 | 得点 | 失点 | 得失差 | 備考              |
| ---- | ---------------------- | ---- | ---- | ---- | ---- | ---- | ---- | ---- | ---- | ------ | ----------------- |
| 1985 | 関東社会人リーグ 4部-A | 4部  | 1位  | 6    | 6    | 0    | 0    | ≥444 | ≥3   | 不明   | 1試合のスコア不明 |
| 1986 | 関東社会人リーグ 3部-D | 3部  | 1位  | 6    | 6    | 0    | 0    | ≥410 | ≥20  | 不明   | 2試合のスコア不明 |
| 1987 | 関東社会人リーグ 2部-B | 2部  | 1位  | 6    | 6    | 0    | 0    | 362  | 40   | 322    |                   |
| 1988 | 東日本社会人リーグ     | 1部  | 6位  | 7    | 3    | 0    | 4    | 210  | 125  | 85     |                   |
| 1989 | 東日本社会人リーグ     | 1部  | 6位  | 7    | 1    | 0    | 6    | 135  | 228  | -93    | 3チーム同率6位    |
| 1990 | 関東社会人リーグ 1部   | 2部  | 優勝 |      |      |      |      |      |      |        | 詳細不明          |
| 1991 | 東日本社会人リーグ     | 1部  | 5位  | 7    | 3    | 0    | 4    | 136  | 140  | -4     |                   |
| 1992 | 東日本社会人リーグ     | 1部  | 5位  | 7    | 3    | 0    | 4    | 185  | 233  | -48    | 同率5位           |
| 1993 | 東日本社会人リーグ     | 1部  | 6位  | 7    | 2    | 1    | 4    | 127  | 178  | -51    |                   |
| 1994 | 東日本社会人リーグ     | 1部  | 4位  | 7    | 3    | 0    | 4    | 179  | 152  | 27     | 3チーム同率4位    |
| 1995 | 東日本社会人リーグ     | 1部  | 6位  | 7    | 2    | 0    | 5    | 102  | 208  | -106   | 同率6位           |
| 1996 | 東日本社会人リーグ     | 1部  | 4位  | 7    | 4    | 1    | 2    | 179  | 153  | 26     |                   |
| 1997 | 東日本社会人リーグ     | 1部  | 3位  | 7    | 5    | 0    | 2    | 222  | 183  | 39     |                   |
| 1998 | 東日本社会人リーグ     | 1部  | 3位  | 7    | 5    | 0    | 2    | 265  | 196  | 69     |                   |
| 1999 | 東日本社会人リーグ     | 1部  | 2位  | 7    | 5    | 1    | 1    | 240  | 146  | 94     |                   |
| 2000 | 東日本社会人リーグ     | 1部  | 2位  | 7    | 6    | 0    | 1    | 231  | 170  | 61     |                   |
| 2001 | 東日本社会人リーグ     | 1部  | 2位  | 7    | 6    | 0    | 1    | 328  | 163  | 165    |                   |
| 2002 | 東日本社会人リーグ     | 1部  | 5位  | 7    | 2    | 0    | 5    | 164  | 202  | -38    | 3チーム同率5位    |

#### トップリーグ
| シーズン  | 所属リーグ   | Div. | 順位 | 試合 | 勝利 | 引分 | 敗戦 | 得点 | 失点 | 得失差 | 勝点 | 結果                                                                    | カップ戦                         | 日本選手権 |
| --------- | ------------ | ---- | ---- | ---- | ---- | ---- | ---- | ---- | ---- | ------ | ---- | ----------------------------------------------------------------------- | -------------------------------- | ---------- |
| 2003-2004 | トップリーグ | 1部  | 6位  | 11   | 5    | 2    | 4    | 411  | 274  | 137    | 30   | リーグ戦：6位                                                           | マイクロソフトカップ：優勝       | ベスト4    |
| 2004-2005 | トップリーグ | 1部  | 3位  | 11   | 9    | 0    | 2    | 407  | 253  | 154    | 44   | リーグ戦：3位                                                           | マイクロソフトカップ：ベスト8    | 優勝       |
| 2005-2006 | トップリーグ | 1部  | 3位  | 11   | 9    | 0    | 2    | 270  | 136  | 134    | 41   | リーグ戦：3位                                                           | マイクロソフトカップ：ベスト4    | 優勝       |
| 2006-2007 | トップリーグ | 1部  | 7位  | 13   | 7    | 0    | 6    | 281  | 321  | -40    | 38   | リーグ戦：7位                                                           |                                  |            |
| 2007-2008 | トップリーグ | 1部  | 6位  | 13   | 9    | 0    | 4    | 358  | 284  | 74     | 42   | リーグ戦：6位                                                           |                                  |            |
| 2008-2009 | トップリーグ | 1部  | 5位  | 13   | 8    | 0    | 5    | 298  | 309  | -11    | 37   | リーグ戦：5位                                                           |                                  | ベスト8    |
| 2009-2010 | トップリーグ | 1部  | 10位 | 13   | 4    | 0    | 9    | 224  | 280  | -56    | 25   | リーグ戦：10位                                                          |                                  | ベスト4    |
| 2010-2011 | トップリーグ | 1部  | 6位  | 13   | 7    | 0    | 6    | 276  | 332  | -56    | 34   | リーグ戦：6位                                                           |                                  | 初戦敗退   |
| 2011-2012 | トップリーグ | 1部  | 3位  | 13   | 8    | 0    | 5    | 349  | 314  | 35     | 41   | リーグ戦：4位 プレーオフトーナメント：ベスト4                           |                                  | ベスト4    |
| 2012-2013 | トップリーグ | 1部  | 8位  | 13   | 6    | 0    | 7    | 399  | 375  | 24     | 32   | リーグ戦：8位                                                           |                                  |            |
| 2013-2014 | トップリーグ | 1部  | 8位  | 7    | 5    | 0    | 2    | 193  | 138  | 55     | 25   | リーグ戦：1stステージ・プールA・2位                                     |                                  |            |
| 2013-2014 | トップリーグ | 1部  | 8位  | 7    | 0    | 0    | 7    | 130  | 210  | -80    | 7    | リーグ戦：2ndステージ・グループA・8位                                   |                                  |            |
| 2014-2015 | トップリーグ | 1部  | 10位 | 7    | 2    | 0    | 5    | 194  | 233  | -39    | 14   | リーグ戦：1stステージ・プールA・6位                                     |                                  | 初戦敗退   |
| 2014-2015 | トップリーグ | 1部  | 10位 | 7    | 5    | 0    | 2    | 148  | 114  | 34     | 27   | リーグ戦：2ndステージ・グループB・2位                                   |                                  | 初戦敗退   |
| 2015-2016 | トップリーグ | 1部  | 15位 | 7    | 1    | 1    | 5    | 100  | 202  | -102   | 7    | リーグ戦：プールB・7位 順位決定トーナメント：15位 入替戦：残留          | プレシーズンリーグ：12位         |            |
| 2016-2017 | トップリーグ | 1部  | 10位 | 15   | 6    | 1    | 8    | 337  | 401  | -64    | 30   | リーグ戦：10位                                                          |                                  |            |
| 2017-2018 | トップリーグ | 1部  | 8位  | 13   | 6    | 0    | 7    | 250  | 323  | -73    | 26   | リーグ戦：ホワイトカンファレンス・4位 総合順位決定トーナメント：8位     |                                  |            |
| 2018-2019 | トップリーグ | 1部  | 10位 | 7    | 3    | 0    | 4    | 171  | 191  | -20    | 14   | リーグ戦：レッドカンファレンス・5位 総合順位決定トーナメント：10位      | トップリーグカップ：10位         |            |
| 2020      | トップリーグ | 1部  | －   | －   | －   | －   | －   | －   | －   | －     | －   | 大会中止                                                                | トップリーグカップ：プール戦敗退 |            |
| 2021      | トップリーグ | 1部  | 9位  | 7    | 0    | 0    | 7    | 139  | 324  | -185   | 1    | リーグ戦：ホワイトカンファレンス・8位 プレーオフトーナメント：2回戦敗退 |                                  |            |

#### JAPAN RUGBY LEAGUE ONE
| シーズン | DIVISION  | 最終順位 | リーグ順位    | 試合数 | 勝点 | 勝 | 分 | 負 | 得点 | 失点 | 得失差 | 順位決定戦/入替戦               | 備考                 |
| -------- | --------- | -------- | ------------- | ------ | ---- | -- | -- | -- | ---- | ---- | ------ | ------------------------------- | -------------------- |
| 2022     | DIVISION1 | 12位     | 12位/12チーム | 16     | 14   | 2  | 0  | 14 | 307  | 535  | -228   | 入替戦勝利・残留                | [ 29 ] [ 30 ]        |
| 2022-23  | DIVISION1 | 11位     | 11位/12チーム | 16     | 14   | 3  | 0  | 13 | 295  | 640  | -345   | 入替戦敗退・降格                | [ 31 ] [ 32 ]        |
| 2023-24  | DIVISION2 | 3位      | 2位/6チーム   | 10     | 37   | 8  | 0  | 2  | 411  | 224  | 187    | 順位決定戦3位・入替戦敗退し残留 | [ 33 ] [ 34 ] [ 35 ] |
| 2024-25  | DIVISION2 | 3位      | 3位/8チーム   | 14     | 49   | 10 | 0  | 4  | 513  | 313  | 200    | なし                            | [ 36 ]               |

## 2024-25シーズンの順位
| \| \| JAPAN RUGBY LEAGUE ONE 2024-25 DIVISION 2 順位表（2025年5月31日時点）出典：[37] \| 編集 \|                                                                                        | | | | | | | | | | | | | | | | |
| リーグ戦 順位 | チーム | 試合数 | 勝ち点 | 勝 | 分 | 負 | 得点 | 失点 | 得失差 | T | G | PG | DG | 反則数 | 入替戦 | 最終結果 |
| 優勝 | 豊田自動織機シャトルズ愛知 | 14 | 52 | 11 | 0 | 3 | 482 | 266 | 216 | 71 | 56 | 5 | 0 | 173 | 第13節でDIVISION2優勝決定 DIVISION1 12位との入替戦                                                                                                  | 残留 |
| 2位 | 花園近鉄ライナーズ | 14 | 51 | 10 | 1 | 3 | 489 | 296 | 193 | 72 | 51 | 9 | 0 | 159 | 第14節で2位決定 DIVISION1 11位との入替戦 | 残留 |
| 3位 | NECグリーンロケッツ東葛 | 14 | 49 | 10 | 0 | 4 | 513 | 313 | 200 | 76 | 59 | 4 | 1 | 167 | ‐ | ‐ |
| 4位 | レッドハリケーンズ大阪 | 14 | 30 | 6 | 0 | 8 | 337 | 356 | -19 | 43 | 31 | 20 | 0 | 159 | ‐ | ‐ |
| 5位 | 日野レッドドルフィンズ | 14 | 26 | 5 | 1 | 8 | 348 | 507 | -159 | 50 | 34 | 10 | 0 | 184 | ‐ | ‐ |
| 6位 | 九州電力キューデンヴォルテクス | 14 | 21 | 5 | 1 | 8 | 327 | 436 | -109 | 40 | 29 | 22 | 1 | 157 | 第14節でD3入替戦を回避決定 | ‐ |
| 7位 | 清水建設江東ブルーシャークス | 14 | 24 | 5 | 1 | 8 | 345 | 487 | -142 | 44 | 34 | 19 | 0 | 157 | DIVISION3 2位との入替戦 | 残留 |
| 8位 | 日本製鉄釜石シーウェイブス | 14 | 11 | 2 | 0 | 12 | 326 | 506 | -180 | 44 | 35 | 12 | 0 | 148 | 第13節で最下位確定 DIVISION3 1位との入替戦 | 残留 |
| | | | | | | | | | | | | | | | | |
| - 勝ち点は、勝ち4点、引き分け2点、負け0点。 - ただし、7点差以内の負けは1点を付与、3トライ差以上での勝ちは追加で1点を付与。 - 同じ勝ち点である場合は下記の順番で順位を決定する。 1. 抽選 | - 勝ち点は、勝ち4点、引き分け2点、負け0点。 - ただし、7点差以内の負けは1点を付与、3トライ差以上での勝ちは追加で1点を付与。 - 同じ勝ち点である場合は下記の順番で順位を決定する。 1. 抽選 | - 勝ち点は、勝ち4点、引き分け2点、負け0点。 - ただし、7点差以内の負けは1点を付与、3トライ差以上での勝ちは追加で1点を付与。 - 同じ勝ち点である場合は下記の順番で順位を決定する。 1. 抽選 | - 勝ち点は、勝ち4点、引き分け2点、負け0点。 - ただし、7点差以内の負けは1点を付与、3トライ差以上での勝ちは追加で1点を付与。 - 同じ勝ち点である場合は下記の順番で順位を決定する。 1. 抽選 | - 勝ち点は、勝ち4点、引き分け2点、負け0点。 - ただし、7点差以内の負けは1点を付与、3トライ差以上での勝ちは追加で1点を付与。 - 同じ勝ち点である場合は下記の順番で順位を決定する。 1. 抽選 | - 勝ち点は、勝ち4点、引き分け2点、負け0点。 - ただし、7点差以内の負けは1点を付与、3トライ差以上での勝ちは追加で1点を付与。 - 同じ勝ち点である場合は下記の順番で順位を決定する。 1. 抽選 | - 勝ち点は、勝ち4点、引き分け2点、負け0点。 - ただし、7点差以内の負けは1点を付与、3トライ差以上での勝ちは追加で1点を付与。 - 同じ勝ち点である場合は下記の順番で順位を決定する。 1. 抽選 | - 勝ち点は、勝ち4点、引き分け2点、負け0点。 - ただし、7点差以内の負けは1点を付与、3トライ差以上での勝ちは追加で1点を付与。 - 同じ勝ち点である場合は下記の順番で順位を決定する。 1. 抽選 | - 勝ち点は、勝ち4点、引き分け2点、負け0点。 - ただし、7点差以内の負けは1点を付与、3トライ差以上での勝ちは追加で1点を付与。 - 同じ勝ち点である場合は下記の順番で順位を決定する。 1. 抽選 | - 勝ち点は、勝ち4点、引き分け2点、負け0点。 - ただし、7点差以内の負けは1点を付与、3トライ差以上での勝ちは追加で1点を付与。 - 同じ勝ち点である場合は下記の順番で順位を決定する。 1. 抽選 | - 勝ち点は、勝ち4点、引き分け2点、負け0点。 - ただし、7点差以内の負けは1点を付与、3トライ差以上での勝ちは追加で1点を付与。 - 同じ勝ち点である場合は下記の順番で順位を決定する。 1. 抽選 | - 勝ち点は、勝ち4点、引き分け2点、負け0点。 - ただし、7点差以内の負けは1点を付与、3トライ差以上での勝ちは追加で1点を付与。 - 同じ勝ち点である場合は下記の順番で順位を決定する。 1. 抽選 | - 勝ち点は、勝ち4点、引き分け2点、負け0点。 - ただし、7点差以内の負けは1点を付与、3トライ差以上での勝ちは追加で1点を付与。 - 同じ勝ち点である場合は下記の順番で順位を決定する。 1. 抽選 | - 勝ち点は、勝ち4点、引き分け2点、負け0点。 - ただし、7点差以内の負けは1点を付与、3トライ差以上での勝ちは追加で1点を付与。 - 同じ勝ち点である場合は下記の順番で順位を決定する。 1. 抽選 | - 勝ち点は、勝ち4点、引き分け2点、負け0点。 - ただし、7点差以内の負けは1点を付与、3トライ差以上での勝ちは追加で1点を付与。 - 同じ勝ち点である場合は下記の順番で順位を決定する。 1. 抽選 | - 1位はDIVISION1の12位と、 2位はDIVISION1の11位と、 それぞれ入替戦を行う。 - 7位はDIVISION3の2位と、 8位はDIVISION3の1位と、 それぞれ入替戦を行う。 | - 1位はDIVISION1の12位と、 2位はDIVISION1の11位と、 それぞれ入替戦を行う。 - 7位はDIVISION3の2位と、 8位はDIVISION3の1位と、 それぞれ入替戦を行う。 |
| | JAPAN RUGBY LEAGUE ONE 2024-25 DIVISION 2 順位表（2025年5月31日時点）出典： | 編集 | | | | | | | | | | | | | | |

## 2025-26シーズンのスコッド
開幕前、2025-26シーズンでの選手登録までは、「チームに所属している選手」の一覧に過ぎないことに留意。
カテゴリA（日本代表の実績または資格あり）は、試合登録枠17名以上、同時出場可能枠11名以上。カテゴリB（日本代表の資格獲得見込み）は、試合登録枠・同時出場可能枠ともに任意。カテゴリC（他国代表歴あり等、カテゴリ A, B以外）は、試合登録枠3名以下。
NECグリーンロケッツ東葛の2025-26シーズンのスコッドは下記のとおり。2025年8月1日現在。
ヘッドコーチ: グレッグ・クーパー
| 選手                       | ポジション                  | 身長  | 体重  | 誕生日（年齢）         | 登録区分  |
| -------------------------- | --------------------------- | ----- | ----- | ---------------------- | --------- |
| スリアシ・トル             | プロップ                    | 188cm | 118kg | 1993年10月5日（31歳）  | カテゴリA |
| 瀧澤直                     | プロップ                    | 175cm | 115kg | 1986年9月30日（38歳）  | カテゴリA |
| 當眞琢                     | プロップ                    | 183cm | 120kg | 1996年9月21日（28歳）  | カテゴリA |
| 菊田圭佑                   | プロップ                    | 173cm | 113kg | 1998年6月15日（27歳）  | カテゴリA |
| 亀山昇太郎                 | プロップ                    | 176cm | 115kg | 2002年9月17日（22歳）  | カテゴリA |
| 黄世邏                     | プロップ                    | 180cm | 110kg | 2003年2月3日（22歳）   | カテゴリA |
| フランシス・スラ・シアオシ | プロップ                    | 173cm | 120kg | 2000年7月15日（25歳）  | カテゴリB |
| 木村圭汰                   | プロップ                    | 175cm | 112kg | 1999年12月12日（25歳） | カテゴリA |
| 山口泰雅                   | プロップ                    | 169cm | 103kg | 2000年10月27日（24歳） | カテゴリA |
| 小林恵太                   | フッカー                    | 174cm | 106kg | 1999年8月4日（26歳）   | カテゴリA |
| 大澤蓮                     | フッカー                    | 180cm | 106kg | 1999年10月4日（25歳）  | カテゴリA |
| 濱野隼也                   | フッカー                    | 182cm | 108kg | 1999年3月11日（26歳）  | カテゴリA |
| 下江康輔                   | フッカー                    | 171cm | 100kg | 2001年5月23日（24歳）  | カテゴリA |
| パリパリ・パーキンソン     | ロック                      | 204cm | 135kg | 1996年9月12日（28歳）  | カテゴリB |
| ブレンドン・ネル           | ロック                      | 196cm | 117kg | 2000年8月1日（25歳）   | カテゴリA |
| エドワード・アナンデール   | ロック                      | 200cm | 121kg | 2001年1月18日（24歳）  | カテゴリB |
| ローリー・アーノルド       | ロック                      | 208cm | 120kg | 1990年7月1日（35歳）   | カテゴリC |
| ティモテ・タヴァレア       | ロック/フランカー           | 186cm | 103kg | 1998年8月5日（27歳）   | カテゴリA |
| マタリキ・チャニングス     | ロック/フランカー/ナンバー8 | 195cm | 114kg | 2002年6月11日（23歳）  | カテゴリA |
| 大和田立                   | フランカー                  | 178cm | 100kg | 1992年1月14日（33歳）  | カテゴリA |
| 亀井亮依                   | フランカー                  | 178cm | 97kg  | 1994年10月8日（30歳）  | カテゴリA |
| 森山雄太                   | フランカー                  | 182cm | 100kg | 2001年6月12日（24歳）  | カテゴリA |
| 内川朝陽                   | フランカー                  | 182cm | 97kg  | 2002年4月17日（23歳）  | カテゴリA |
| ディラン・ネル             | フランカー/ナンバーエイト   | 185cm | 110kg | 1992年11月27日（32歳） | カテゴリB |
| 丸尾祐資                   | スクラムハーフ              | 170cm | 75kg  | 2000年10月25日（24歳） | カテゴリA |
| 藤井達哉                   | スクラムハーフ              | 164cm | 65kg  | 2000年3月15日（25歳）  | カテゴリA |
| ニック・フィップス         | スクラムハーフ              | 180cm | 88kg  | 1989年1月9日（36歳）   | カテゴリC |
| 屋部旺成                   | スクラムハーフ              | 173cm | 77kg  | 2003年2月15日（22歳）  | カテゴリA |
| 金井大雪                   | スタンドオフ                | 178cm | 88kg  | 1997年1月29日（28歳）  | カテゴリA |
| リース・マクドナルド       | スタンドオフ/フルバック     | 175cm | 83kg  | 1997年12月10日（27歳） | カテゴリB |
| キーガン・ファリア         | ウイング                    | 185cm | 88kg  | 1994年12月10日（30歳） | カテゴリA |
| 宮宗翔                     | ウイング                    | 182cm | 86kg  | 1999年6月22日（26歳）  | カテゴリA |
| 後藤輝也                   | ウイング                    | 177cm | 82kg  | 1991年12月18日（33歳） | カテゴリA |
| 宮島裕之                   | ウイング                    | 182cm | 85kg  | 1992年9月23日（32歳）  | カテゴリA |
| 杉本悠馬                   | ウイング                    | 178cm | 86kg  | 1997年12月16日（27歳） | カテゴリA |
| 尾又寛汰                   | ウイング                    | 171cm | 82kg  | 1994年11月2日（30歳）  | カテゴリA |
| 荻田直弥                   | ウイング/フルバック         | 187cm | 91kg  | 2002年9月20日（22歳）  | カテゴリA |
| ロトアヘアアマナキ大洋     | センター/ウイング           | 191cm | 107kg | 1990年4月14日（35歳）  | カテゴリA |
| オルビン・レジャー         | センター                    | 184cm | 94kg  | 1997年3月13日（28歳）  | カテゴリB |
| 松浦康一                   | センター                    | 183cm | 90kg  | 1993年8月3日（32歳）   | カテゴリA |
| 小幡将己                   | センター                    | 181cm | 91kg  | 1998年12月25日（26歳） | カテゴリA |
| クリスチャン・ラウイ       | センター                    | 180cm | 105kg | 1998年9月8日（26歳）   | カテゴリA |
| 髙井良成                   | センター                    | 177cm | 82kg  | 2001年12月9日（23歳）  | カテゴリA |
| 福山竜斗                   | ユーティリティ・バックス    | 168cm | 83kg  | 1999年10月6日（25歳）  | カテゴリA |

## 過去の所属選手
- 太田治
- 箕内拓郎
- グレン・マーシュ
- ヤコ・ファン・デル・ヴェストハイゼン
- 辻高志
- ジョン・カーワン
- 東考三
- 北川有広
- 網野正大
- 大塚博之
- 斉藤展士
- 木下剛
- 水山尚範
- 向山昌利
- 久富雄一
- 熊谷皇紀
- 佐藤平
- ロコツイ・シュウペリ
- ブライス・ロビンス
- 安藤栄次
- 浅野良太
- 大東毅
- セミシ・サウカワ
- ディーン・ブード
- 藤戸恭平
- 安承爀
- 金光植
- 朴誠球
- 玄成哲
- ロス・トンプソン
- 田中龍幸
- 中島修二
- 大東功一
- 宮村眞也
- 武井敬司
- 中島イシレリ
- 安田知生
- 山下祐史
- ニリ・ラトゥ
- ネマニ・ナドロ
- 瀬崎隼人
- ウェブ将武
- 小野寺優太
- 土佐誠
- 窪田幸一郎
- 酒井亮八
- 櫻井朋広
- 櫻谷勉
- サム・ノートンナイト
- 茂野海人
- 首藤甲子郎
- ブレイク・ファーガソン
- 田村優
- 西田創
- 日高健
- 堀卓馬
- 宮本誉久
- 村田毅
- 山本貴治
- 山本秀文
- ニック・ロス
- 猪瀬佑太
- ホラニ龍シオアペラトゥー
- アダム・トムソン
- 李明俊
- 李卡度
- 森田茂希
- ジョーダン・ペイン
- 榎真生
- 臼井陽亮
- 李珍錫
- 山田龍之介
- ラトゥイラレプハ
- 権丈太郎
- スコット・ヒギンボザム
- 岡新之助タフォキタウ
- デレック・カーペンター
- 森田洋介
- 井村兼人
- 秋山哲平
- ジャン・ドロースト
- スティーブン・ドナルド
- ティム・オマリー
- 宮前勇規
- 竹中祥
- ロラギ・ビシニア
- アマナキ・サヴィエティ
- サナイラ・ワクァ
- サム・ヘンウッド
- 足立匠
- カイ・ストローム
- パトリック・タファ
- 松村拓海
- ジャック・ラム
- 釜池真道
- 金村良祐
- 山崎翔
- ベンハード・ヤンセ・ヴァン・レンスバーグ
- アンドリュー・ケラウェイ
- 高平祐輝
- サム・ジェフリーズ
- アレックス・グッド
- 中嶋大希
- 横山陽介
- 田中光
- 前島利明
- タキタキエロネ
- 川村慎
- 廣澤拓
- 田中章司
- 本山尊
- 大石力也
- 山田啓介
- 吉川浩貴
- 亀山宏大
- ベン・ヒューズ
- フレッチャー・スミス
- 飯山竜太
- 亀山雄大
- 吉廣広征
- ギハマット・シバサキ
- 石田楽人
- 佐藤耀
- 権丈太郎
- フェトゥカモカモ・ダグラス
- 大和田立
- カヴァイア・タギヴェタウア
- ジョージ・リサレ
- 木村友憲
- 松尾健
- タンゲレ・ナイヤラボロ

【2023-24シーズンまでで退団】
- 田中史朗
- 土井貴弘
- 細田佳也
- レメキロマノラヴァ
- 上田聖
- トム・マーシャル
- ティム・ベネット
- 児玉健太郎
- ルーク・ポーター
- サム・ジェフリーズ
- 前田土芽
- イシレリ・マヌ
- ティアン・スワネポール

【2024年12月退団】
- ジェイク・ボール

【2025年5月退団】
- 東恩納寛太
- 久保優
- 山本耕生
- アッシュ・ディクソン
- 新井望友
- イカ・モツラロ・タカウ
- 山極大貴
- ジェフ・クリッジ
- ヴィリアミ・ルトゥア・アホフォノ
- ダアンジャロ・アスイ
- ミティエリ・ツイナカウヴァドラ
- アセリ・マシヴォウ
- リース・パッチェル
- 吉村紘
- マリティノ・ネマニ
- ナサニエル・トゥポウ
- 吉岡義喜
- 岡新之助タフォキタウ

## 所属選手の不祥事
2021年12月30日、当時の所属選手ブレイク・ファーガソンがコカインを使用したとして、麻薬及び向精神薬取締法違反容疑で警視庁に逮捕されたことを受け、2022年1月2日に同選手との契約を解除。
緊急対策として、チームの選手・スタッフ全員に対し外部機関による薬物検査を実施し、1月4日までに全員の検査結果が陰性であることが確認された。チームは、「全力でのプレーを通じて信頼回復に努め、ラグビーをはじめとするスポーツ振興や地域活性化への責任を果たしていきたい」とし、1月8日のジャパンラグビーリーグワンの開幕戦に出場することを決定した。
この件に関して、チームの緊急会議で「開幕戦、あるいは2022年シーズンの出場そのものの辞退や、休廃部などによるリーグ戦自体からの撤退など、あらゆることを検討していた」 ことを会見で明かしている。